# Uit het moeras verrezen
Uit het moeras verrezen is de omschrijving van een monument langs de oprit van de schouwburg van het Welzijnsinstituut Nickerie (WiN) in Nieuw-Nickerie, Suriname. Deze tekst staat op een bord voor het kunstwerk.
Het metalen monument werd gemaakt door Hans Lie en is een symbool voor de bloei van het district Nickerie die in grote mate te danken is aan de verbouw van rijst in de moerassen. Het gedenkteken was in 2013 danig verweerd en had een spookachtige uitstraling. Het bord met de bijgaande tekst was toen redelijk nieuw.
Het achterliggende pand werd sinds de oplevering in 1976 beheerd door het Cultureel Centrum Nickerie (CCN), maar werd circa 1988 verlaten. In 2005 is de Nickerie City Church in een gedeelte gevestigd na herstelwerkzaamheden te hebben uitgevoerd.